# Dominik Burkard
Dominik Burkard (* 22. Dezember 1967 in Rottweil) ist ein deutscher römisch-katholischer Theologe.

## Leben
Von 1987 bis 1992 studierte er katholische Theologie in Tübingen und Freiburg im Breisgau (1993 Promotion zum Lic. theol. (Universität Tübingen)/1998 Promotion zum Dr. theol. (PTH Sankt Georgen)). Von 1996 bis 2000 war er wissenschaftlicher Mitarbeiter an der Goethe-Universität, seit 1999 im DFG-Forschungskolleg „Wissenskultur und gesellschaftlicher Wandel“, Teilprojekt „Römische Inquisition, Indexkongregation und Imprimatur in der Neuzeit“ bei Hubert Wolf. Von 2000 bis 2003 war er wissenschaftlicher Assistent an der Universität Münster, DFG-Langzeitprojekt „Römische Inquisition und Indexkongregation“. Nach der Habilitation im Jahr 2002 im Fach Mittlere und Neuere Kirchengeschichte in Münster wurde er 2002 Mitglied der Internat. Wissenschaftlichen Kommission zur Auswertung des Alois-Hudal-Nachlasses im Päpstlichen Institut Santa Maria dell’Anima. 2003 wurde er Professor für Kirchengeschichte des Mittelalters und der Neuzeit in Würzburg (seit 2006 Lehrstuhlinhaber).
Seit 2006 ist er Mitglied des Lenkungsausschusses von Julius-Maximilians-Universität und Zentrum für Augustinus-Forschung. Seit 2006 sitzt er im Wissenschaftlichen Beirat der Görres-Gesellschaft und ist Mitherausgeber der Römischen Quartalschrift für christliche Altertumskunde und Kirchengeschichte. Von 2007 bis 2011 war er stellvertretender Direktor (Vice Dean) der Graduate School of Humanities. Seit 2007 ist er Mitglied des Wissenschaftlichen Rates der Katholischen Akademie in Bayern. Von 2010 bis 2016 war er Ombudsmann der Universität Würzburg für den geistes- und sozialwissenschaftlichen Bereich. Seit 2011 ist er Vertrauensdozent der Stiftung der Deutschen Wirtschaft. Seit 2013 ist er Mitglied des Senats und des Universitätsrates der Universität Würzburg. Seit 2014 ist er Zweitmitglied in der Philosophischen Fakultät. Seit 2015 sitzt er im Vorstand des Geschichtsvereins der Diözese Rottenburg-Stuttgart (Stellv. Vorsitz) und ist Mitherausgeber des Rottenburger Jahrbuchs für Kirchengeschichte. Seit 2017 ist er Mitglied der Kommission für Zeitgeschichte.
Seine Forschungsschwerpunkte sind Wissenschafts- und Universitätsgeschichte, römische Inquisition und Indexkongregation, Verhältnis von Staat und Kirche, kirchliche Verfassungsgeschichte, katholische Aufklärung, Katholizismus im 19. und 20. Jahrhundert und Kirche/Theologie im Nationalsozialismus.

## Schriften
- „Oase in einer aufklärungssüchtigen Zeit“? Die katholisch-theologische Fakultät der Universität Heidelberg zwischen verspäteter Gegenreformation, Aufklärung und Kirchenreform (= Contubernium. Tübinger Beiträge zur Wissenschafts- und Universitätsgeschichte. Band 42). Sigmaringen 1995, ISBN 3-515-08020-1 (zugleich Lizenziatsarbeit, Tübingen 1993).
- mit Hubert Wolf, Wolfgang Schopf und Gisbert Lepper: Die Macht der Zensur. Heinrich Heine auf dem Index. Düsseldorf 1998, ISBN 3-491-72392-2.
- Staatskirche – Papstkirche – Bischofskirche. Die „Frankfurter Konferenzen“ und die Neuordnung der Kirche in Deutschland nach der Säkularisation (= Römische Quartalschrift. Supplementband 53). Rom/Freiburg/Wien 2000, ISBN 3-451-26253-3 (zugleich Dissertation, PTH Sankt Georgen 1998).
- mit Hubert Wolf und Ulrich Muhlack: Rankes „Päpste“ auf dem Index. Dogma und Historie im Widerstreit (= Römische Inquisition und Indexkongregation. Band 3). Paderborn 2003, ISBN 3-506-77674-6.
- Häresie und Mythus des 20. Jahrhunderts. Rosenbergs nationalsozialistische Weltanschauung vor dem Tribunal der Römischen Inquisition (= Römische Inquisition und Indexkongregation. Band 5). Paderborn 2005, ISBN 3-506-77673-8.
- mit Wolfgang Weiß (Hrsg.) Katholische Theologie im Nationalsozialismus. Band 1/1: Institutionen und Strukturen. Würzburg 2007, ISBN 3-429-02851-5.
- Joannes Baptista Sproll. Bischof im Widerstand (= Mensch – Zeit – Geschichte). Stuttgart 2013, ISBN 978-3-17-021492-7.
- Sebastian Merkle (1862–1945). Leben und Werk des Würzburger Kirchenhistorikers im Urteil seiner Zeitgenossen (= Quellen und Forschungen zur Geschichte des Bistums und Hochstifts Würzburg. Band 57). Würzburg 2014, ISBN 978-3-87717-073-1.
- Charakter – Biographie – Politik. Die Theologen Bernhard Hanssler, Karl Hermann Schelkle und Josef Schuster in Malbriefen aus den Jahren 1932–1935. Regensburg 2016, ISBN 3-7954-3171-9.
- mit Jacob Tonner: Reformation katholisch. Genese und Rezeption von Joseph Lortz‘ „Reformation in Deutschland“ (1940–1962). Freiburg im Breisgau 2019, ISBN 3-451-32550-0.
- Dominik Burkard schrieb zahlreiche Artikel für das Biographisch-Bibliographische Kirchenlexikon (BBKL).